# 与論島方言
与論島方言（よろんじまほうげん）または与論方言（よろんほうげん）は鹿児島県奄美諸島の与論島で話される方言（言語）である。琉球諸語（琉球語、琉球方言）に属す。現地では「ユンヌフトゥバ」と呼ばれる。エスノローグでは与論語（よろんご）（Yoron language） としている。

## 分類的位置
与論島方言の分類的位置は議論があり、奄美方言（奄美語）に属するとする説、奄美方言の中でも沖永良部島方言、喜界島方言南部と共に「南奄美方言」に属するとする説、沖永良部島方言・沖縄北部方言と共に沖永良部与論沖縄北部諸方言に属するとする説がある。エスノローグでは中央沖縄語（沖縄方言）・沖永良部語（沖永良部島方言）・国頭語（沖縄北部方言）とともに「南奄美-沖縄語群」と括っている。
与論島方言は上述のように分類が定まらないことがある。この方言の音韻は奄美・徳之島と異なっており沖縄方言に近い一方で、終止形を２つ有するなどの点でその文法は奄美方言との共通点を持っているという。

## 下位分類
与論島内には９つの集落があるが、その方言差は小さい。地元の研究者である菊千代によれば、与論島方言は以下のように分類できるという。
- 茶花
- 朝戸、城、立長、叶、那間
- 麦屋西区、麦屋東区、古里

茶花は与論島西部の地域で港や役場などがあり、麦屋と古里は島の反対側に位置する。北岸～島中央部～南岸にかけて広く、朝戸・城・立長・叶・那間方言が分布するということになる。

## 音韻・音声

### 音韻・音声
与論島方言には以下の音素が認められる。
- 子音音素/p, b, m, w, t, d, n, s, ɾ, c, ɟ, j, k, g, ʔ, h/
- 短母音音素/a, i, u/
- 長母音音素/aː, eː, iː, uː, oː/
- 特殊音/N, Q/

|        | 両唇音 | 両唇音 | 歯茎音 | 歯茎音 | 硬口蓋音 | 硬口蓋音 | 軟口蓋音 | 軟口蓋音 | 声門音 | 声門音 | モーラ |
| ------ | ------ | ------ | ------ | ------ | -------- | -------- | -------- | -------- | ------ | ------ | ------ |
| 鼻音   |        | m      |        | n      |          |          |          |          |        |        | Q N    |
| 閉鎖音 | p      | b      | t      | d      |          |          | k        | ɡ        | ʔ      |        | Q N    |
| 破擦音 |        |        |        |        | c        | ɟ        |          |          |        |        | Q N    |
| 摩擦音 |        |        | s      |        |          |          |          |          | h      |        | Q N    |
| 接近音 |        | w      |        |        |          | j        |          |          |        |        | Q N    |
| 弾き音 |        |        |        | ɾ      |          |          |          |          |        |        | Q N    |

注釈
- /p/の音声は、[p]のほか、無声両唇摩擦音[ɸ]で発音されることもある[13]。
- 子音がない/∅/こともある。声門音/h/ および /ʔ/と対立する。
- /h/は /i/の前で無声硬口蓋摩擦音[ç]、/u/の前で[ɸ]となる[13]。
- /si/、/se/はそれぞれ [ɕi]（日本語のシと同じ）、[se]〜[ɕe]（セ〜シェ）となる[13]。
- /c/、/ɟ/の音声はそれぞれ[t͡ɕ]、[d͡ʑ]である[13]。
- /N/と/Q/ は成音節要素である。(それぞれ鼻音と促音である)

### 日本語共通語との対応
主な対応のみリストアップする。
- 共通語の/e/は/i/に合流した[13]。
- 共通語の/o/は /u/に合流した[13]。
- 与論島方言の/eː/は共通語の/ai/、/ae/に対応する[13]。
- 与論島方言の/oː/は共通語の/aw/、/au/、/ao/に対応する。例えば、ʔoː（粟）、soː（竿）など（古里・那間・叶地区の例）[13]。
- 共通語で/h/になったものについて、与論島方言は /p/を保存している[13]。
- 与論島方言の/d/は、共通語の/d/と/z/に対応している[13]。
- 共通語の/ci/（チ）と/cu/（ツ）はどちらも与論島方言で/ci/に合流している[13]。
- 共通語の/si/、/su/、/se/はどれも与論島方言で/si/に合流している[14]。
- 共通語の/ka/、/ke/、/ko/は、与論島では子音がhになり、それぞれ/ha/、/hi/、/hu/が対応している。ただし少数の語に対して共通語/ka/に/ka/、/ko/に/ku/が対応しているほか、共通語の/ke/に対し麦屋では/si/になる。/ki/と/ku/はそれぞれ/ki/と/ku/が対応している[13]。
- 共通語の/ni/は与論島方言では/mi/が対応している[15]。
- 与論島方言の/r/は母音と/i/に囲まれていると脱落する。
- 共通語の/o/のうち古い時代の/wo/に対応する部分は、麦屋では/hu/になる[16]。

## アクセント
与論島方言のアクセントは、ピッチの上昇位置を弁別する体系で、昇り核/○/によって弁別される。また語の拍数(n)が増えるに従い型の数(Pn)も増える多型アクセントである。麦屋東区方言が島内で最も多いPn=n+1の型の数を持ち、体系も安定している。4拍以下の語で東区方言の体系を示すと以下の通りである。
| 昇り核の位置 | 1音節名詞 （2拍） | 2拍名詞      | 3拍名詞        | 4拍名詞              |
| ------------ | ----------------- | ------------ | -------------- | -------------------- |
| 0（無核）    | /paː/（葉）       | /miɟi/（水） | /tatami/（畳） | /mucigumi/（餅米）   |
| -1（語末核） | /paː/（歯）       | /jama/（山） | /pasaN/（鋏）  | /haNnjai/（雷）      |
| -2           | /paː/（外）       | /nabi/（鍋） | /hatana/（刀） | /purusiki/（風呂敷） |
| -3           |                   |              | /macigi/（松） | /hubaNka/（叔母）    |
| -4           |                   |              |                | /karatai/（唐竹）    |

東区方言の場合、拍音素（N、ː）は語末かつ文末にあるときのみ、昇り核を担うことができる。すなわち語中の拍音素に昇り核があることはない。またその後に他の要素が続くときは、核が1拍後ろへずれる。また拍音素に限らず、語末の昇り核の後に2拍以上の付属語（助詞kara「から」等）が付くときや、付属語をつけずに次の文節が続く場合にも、核が1拍後ろへずれる。ただし/aQcaː/「明日」などが副詞的に使われる場合は核は動かない。
一方、茶花方言では東区方言の語末核(-1)が消失して無核(0)型となる傾向にあり、Pn=nの体系に近づきつつある。東区と茶花以外の地域ではその中間的な様相を示す。

## 文法

### 動詞
動詞の活用を以下に示す。
|      | 例語   | 未然形    | 連用形    | 接続形     | 終止形１  | 終止形２  | 連体形     | 条件形    |
| ---- | ------ | --------- | --------- | ---------- | --------- | --------- | ---------- | --------- |
| １型 | 書く   | kak-a     | kak-i     | kat͡ɕ-i     | kak-juN   | kak-jui   | kak-juru   | kak-i     |
| ２型 | 助ける | taɕikir-a | taɕikir-i | taɕikit-i  | taɕik-juN | taɕik-jui | taɕik-juru | taɕikir-i |
| ３型 | 見る   | m-ja      | m-i       | mit͡ɕ-i     | m-juN     | m-jui     | m-juːru    | m-iː      |
| ４型 | 思う   | m-a(ː)    | mu-i      | muːt-i     | muː-juN   | muː-jui   | muː-juru   | mu-i      |
| 5型  | 使う   | t͡ɕiQk-o   | t͡ɕiQk-eː  | t͡ɕiQkoːt-i | t͡ɕiQk-eN  | t͡ɕiQk-ei  | t͡ɕiQk-eːru | t͡ɕiQk-eː  |

特徴的なのは終止形が二つある点である。終止形１(ン終止形)は話者の意志や主観を表現し、終止形２(イ終止形)は話者が目撃したことや、現に身体的に起きていること・感情を客観的に表現するときに使われる。与論方言ではこの使い分けを義務的に行わなければならない。
1. 「もう宿題は済んだか」と聞かれて「これからするよ」と答える場合[19]。

- namakara sjuN. 可能。
- namakara sjui. 不可能。

1. 「見て、あそこから太郎が来る」と言う場合。

- miQt͡ɕiN, amakara Tarooga kjuN. 不可能
- miQt͡ɕiN, amakara Tarooga kjui. 可能

未然形に付く接辞には、ɴnu(否定)やd͡ʑi(否定)、ɴ(意志・勧誘)、dana(願望)がある。ɴnuによる否定は自己の判断や推測、d͡ʑiによる否定は客観的な状況に用いられる。

### 形容詞
形容詞の活用を以下に示す。
|              | 例語   | 条件形１   | 条件形２   | 終止形１  | 終止形２  | 連体形     | 接続形     |
| ------------ | ------ | ---------- | ---------- | --------- | --------- | ---------- | ---------- |
| ク活用相当   | 高い   | takasara   | takasari   | takasaN   | takasai   | takasaru   | takasati   |
| シク活用相当 | 珍しい | miziraɕara | miziraɕari | miziraɕaN | miziraɕai | miziraɕaru | miziraɕati |

動詞と同じく終止形が二つある。以下に両者の使い分けを見る。
「この酒は高い」と言う場合。
- hunu saija takasaN.
- hunu saija takasai.

前者は他と比較しても高いという客観的な表現であり、後者は自分が高いと思うという主観的な表現である。

## 語彙

### 代名詞[20]
アクセントによるピッチの上昇位置を[で示す。
|            | 単数  | 複数      |
| ---------- | ----- | --------- |
| １人称     | [wanu | [waacja   |
| ２人称     | ura=  | u[racja   |
| ２人称(敬) | u[reː | u[reːtaː  |
| 疑問       | taru= | (tandaru) |

人称代名詞にはさらに以下のような表現もある。
| 私一人    | 私たち二人 | 私たち三人  | 私たち四人 | 私たち五人 | 私たち全員 |
| --------- | ---------- | ----------- | ---------- | ---------- | ---------- |
| wanu[cjui | waQ[tai    | [waːmiQcjai | [waːyuQtai | [waːgunin  | waː[huQsa  |

|      | 指示   | 場所  |
| ---- | ------ | ----- |
| 近称 | huri=  | [huma |
| 中称 | uri=   | [uma  |
| 遠称 | ari=   | [ama  |
| 疑問 | i[duru | [ida  |